# Piazza Halyc'ka (Kiev)
Piazza Halyc'ka (in ucraino Галицька площа?, Halyc'ka plošča), anche Piazza della Galizia, è un importante snodo di arterie cittadine storiche (la più importante è il Viale della Brėst, in ucraino Проспект Берестейський?, Prospekt Berestejs'kyj) nel Distretto Ševčenko a Kiev, capitale dell'Ucraina.
Risale al XIX secolo.

## Origine del nome

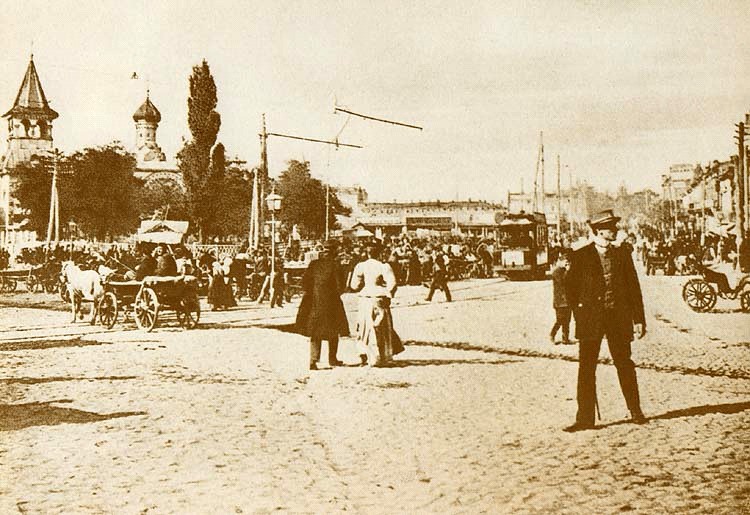
Immagine della piazza nel 1900 circa

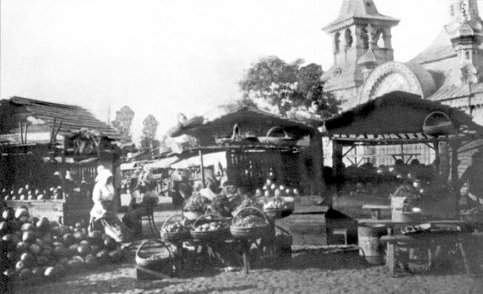
Mercato nella piazza all'inizio del XX secolo

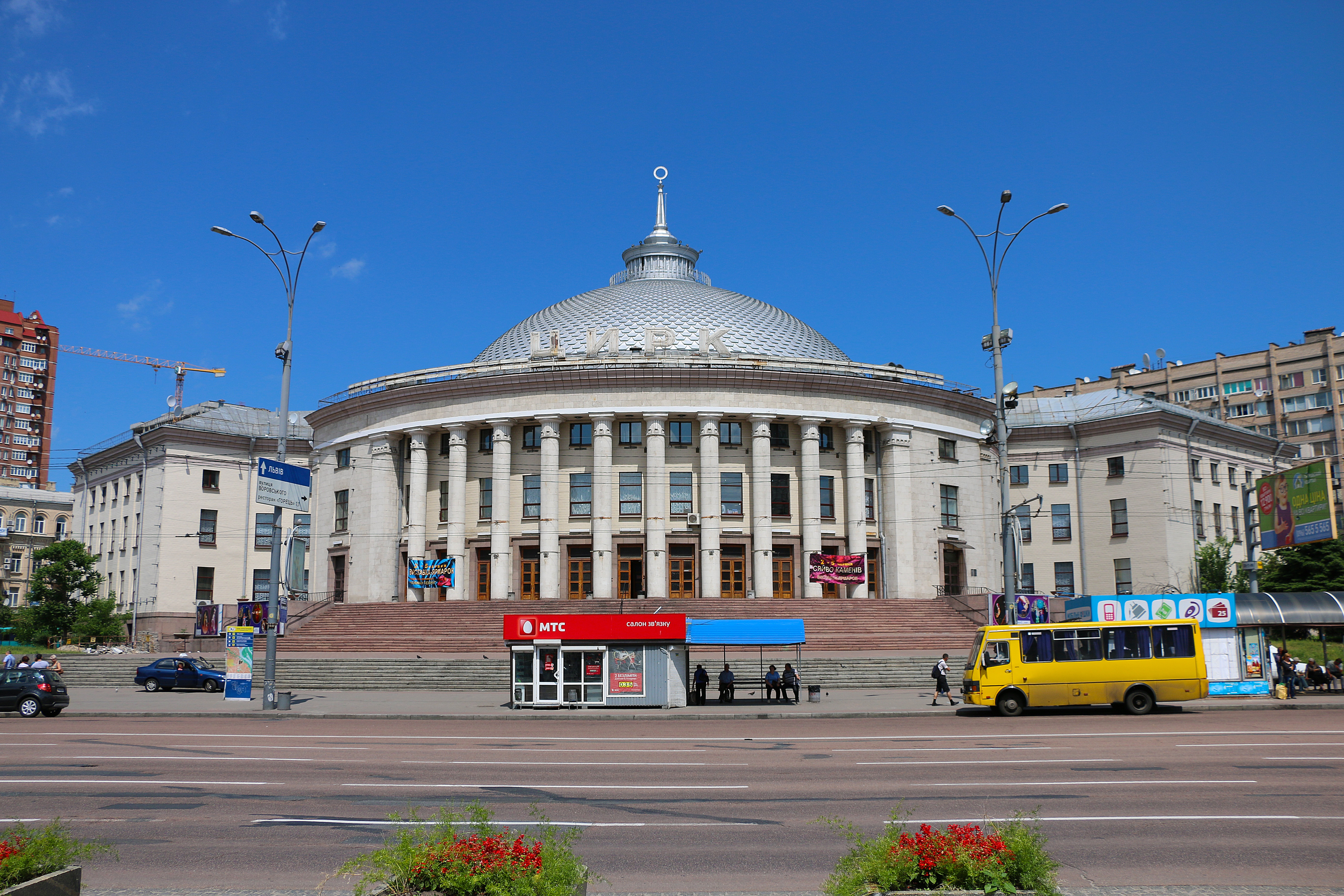
Circo Nazionale dell'Ucraina

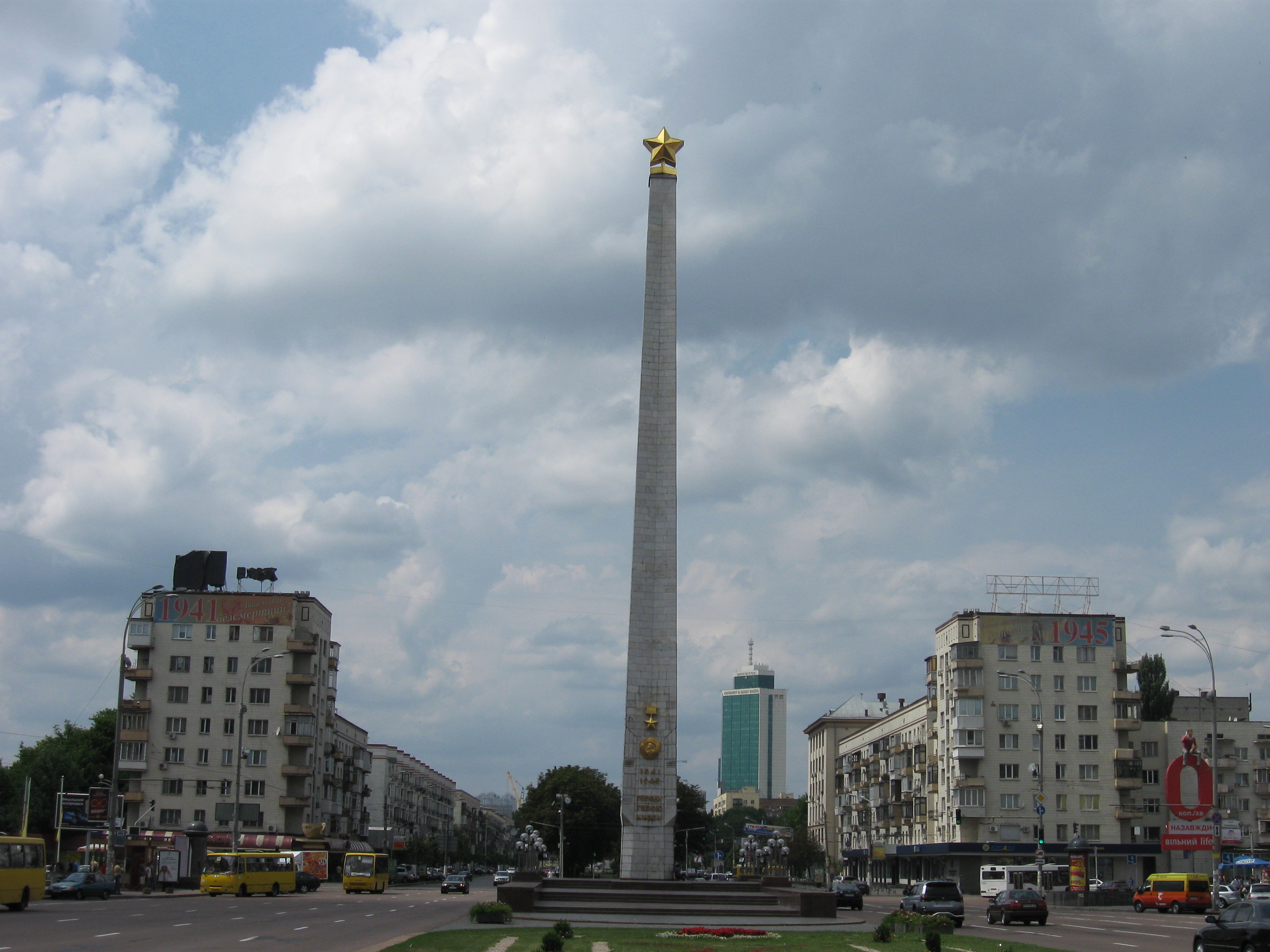
Obelisco alla Vittoria nella Grande Guerra Patriottica

La piazza nacque attorno alla metà del XIX secolo e, nel 1867, le venne dato il nome di Piazza Halyc'ka (Piazza della Galizia). Nel 1926 divenne Piazza Povstannja 1905 (Piazza della Rivolta in 1905) e dal 1952 fu Piazza della Vittoria. Il 9 febbraio 2023 il consiglio comunale di Kiev ne ha ripristinato il nome in Piazza Halyc'ka, come a prima del 1926.

## Storia
Attorno alla metà del XIX secolo il governatore generale russo di Kiev, Illarion Illarionovič Vasil'čikov, permise alla comunità ebraica di Kiev di tenere fiere in questo spazio che venne anche chiamato mercato ebraico. Le attività legate a questo tipo di attività cessarono attorno agli anni quaranta. Pochi anni prima era stata demolita dal regime dell'Unione Sovietica l'antica chiesa di Giovanni Crisostomo che si affacciava sulla piazza e sul sito fu costruito, in seguito, il moderno edificio del Circo Nazionale dell'Ucraina.

## Descrizione
La piazza Halyc'ka è a breve distanza dalla stazione di Kiev ed è servita, oltre che dalla metropolitana, da numerosi maršrutka, tram, autobus e filobus.

## Luoghi d'interesse
I principali punti della piazza sono:
- Circo Nazionale dell'Ucraina.[3]
- Obelisco alla Vittoria nella Grande Guerra Patriottica.[4]